# Esperanza (Puebla)
Esperanza es una localidad del estado mexicano de Puebla. Es cabecera del municipio de Esperanza.

## Toponimia
El nombre de la localidad hace referencia a la santa patrona de la población, la Virgen de la Esperanza.

## Demografía
| Gráfica de evolución demográfica |
|                                  |

| Censo | Población |
| ----- | --------- |
| 1900  | 673       |
| 1910  | 552       |
| 1921  | 1 408     |
| 1930  | 2 872     |
| 1940  | 3 002     |
| 1950  | 3 455     |
| 1960  | 3 550     |
| 1970  | 4 258     |
| 1980  | 5 179     |
| 1990  | 6 347     |
| 1995  | 6 608     |
| 2000  | 7 528     |
| 2005  | 7 698     |
| 2010  | 7 833     |
| 2020  | 8 445     |